# 鈴木清 (陶芸家)
鈴木 清（すずき　きよし、1903年9月12日 - 1967年10月6日）は、日本の陶芸家。同じく陶芸家の鈴木卓司は次男。

## 経歴
京都府京都市東山区に生まれる。京都市立第二工業学校卒業。人間国宝であった富本憲吉に師事。1939年、国画会賞を受賞。
1941年、第4回新文展に「茄子の図大鉢」を出品して特選を受賞。
1942年、国画会会員となる。1947年、新匠美術工芸会立ち上げに参画。1957年、日本工芸会正会員となる。1967年10月6日、狭心症のため京都市内の病院で死去。